# Lonely Liar
「Lonely Liar」（ロンリー・ライアー）は、1987年11月28日にトーラスレコードからリリースされた早見優の22枚目のシングル。

## 概要
表題曲「Lonely Liar」は、1987年10月14日から同年12月23まで日本テレビ系列で毎週水曜日の22時台に放送され、早見本人も出演したテレビドラマ『みんなマドンナ』の主題歌として使用された。
B面曲「I'll Still Be Loving You」は同ドラマの挿入歌で、全編英語詞の楽曲となっている。

## 収録曲
1. Lonely Liar
作詞: 売野雅勇 / 作曲: 和泉常寛 / 編曲: 鷺巣詩郎
2. I'll Still Be Loving You
作詞: 堀川まゆみ / 作曲: 和泉常寛 / 編曲: 船山基紀